# Seán Gibbons
 (décembre 2018).
Si vous disposez d'ouvrages ou d'articles de référence ou si vous connaissez des sites web de qualité traitant du thème abordé ici, merci de compléter l'article en donnant les références utiles à sa vérifiabilité et en les liant à la section « Notes et références ».
Séan Francis Gibbons (31 mai 1883 – 19 avril 1952) est une personnalité politique irlandaise. Dans les années 1920, il est député du Cumann na nGaedheal puis du Fianna Fáil dans les années 1930. Il est ensuite sénateur et devient Cathaoirleach (président) du sénat durant 5 ans.